# Jim Gray
James Nicholas Gray, detto Jim (San Francisco, 12 gennaio 1944 – 28 gennaio 2012), è stato un informatico statunitense.

## Biografia
Gray trascorse i primi anni della propria vita a Roma, dove il padre lavorava come spia nell'esercito statunitense. Dopo la separazione dei genitori, tornò a vivere nella sua città natale, dove fu cresciuto dalla madre. Nel frattempo, Gray ottenne una piccola fortuna grazie al brevetto di una macchina da scrivere con cartuccia della prima generazione.
Nel 1966 conseguì una laurea in Ingegneria matematica all'Università di Berkeley. Ancora a Berkeley, nel 1969 ottenne un PhD in informatica, seguito da due anni di post-dottorato presso IBM.

### Attività di ricerca
Dopo il post-dottorato, Gray rimase all'interno di IBM fino al 1972, con il ruolo di ricercatore. Dopo un breve periodo trascorso come esperto UNESCO all'Istituto Politecnico di Bucarest, diventò ricercatore al dipartimento di scienza per IBM research, restandovi fino al 1980.
Negli anni seguenti fu ricercatore presso altre aziende come Bell Labs, Tandem Computers e Digital Equipment Corporation, per poi approdare a Microsoft nel 1995.
Il suo lavoro ha riguardato soprattutto l'area delle basi di dati. Verso la fine degli anni settanta fu lui a definire le proprietà ACIDE delle transazioni, che ne garantiscono l'affidabilità e che hanno così consentito l'utilizzo delle basi di dati per molteplici scopi, come ad esempio le quotidiane operazioni bancarie che avvengono per mezzo del bancomat.
Il 15 maggio 1998 Jim Gray ricevette a New York il Premio Turing «per i suoi fondamentali contributi alla ricerca sui database e sulla gestione delle transazioni e per la sua leadership tecnica nell'attività di realizzazione di prodotti commerciali a partire da prototipi realizzati per la ricerca».
Jim Gray è inoltre ricordato per essere l'inventore delle mappe satellitari di Google Earth.

### La scomparsa
Partito con la propria barca a vela dalla baia di San Francisco per disperdere le ceneri della madre, Jim Gray scomparve in mare il 28 gennaio 2007 e non fu mai ritrovato. Le ricerche, condotte sia dalla guardia costiera, sia da altri noti scienziati per mezzo delle immagini satellitari, sono state interrotte dai familiari il 31 maggio dello stesso anno. L'evento è considerato un giallo: le condizioni del mare al momento della scomparsa dell'imbarcazione erano ottime e lo scienziato godeva di ottima salute.

## Riconoscimenti
Nel 1998, gli è stato assegnato dall'Association for Computing Machinery il Premio Turing, per i "contributi fondamentali nel campo delle basi di dati e della transazioni".
Nel 2009, anche per i suoi contributi allo sviluppo del Sloan Digital Sky Survey, gli è stato dedicato l'asteride 111660 Jimgray.